# Попов, Михаил Юрьевич
Михаи́л Ю́рьевич Попо́в (род. 25 сентября 1985, Москва, СССР) — российский футболист, защитник, тренер.

## Карьера

### Клубная
Воспитанник московской ДЮСШ «Спартак-2». Начинал карьеру в 2005 году в «Пресне». В 2006 году пополнил ряды латвийского «Динабурга», в составе которого провёл 6 матчей в Кубке Интертото. В элитном дивизионе дебютировал 8 апреля в матче против «Дижванаги» (2:1). В 2008—2012 годах защищал цвета «Балтики». Летом 2012 года перешёл в «Уфу». 3 июля 2013 года подписал контракт с клубом «СКА-Энергия». В 2016 году пополнил ряды «Соляриса». В сезоне 2016/17 защищал цвета клуба «Луч-Энергия». Завершил карьеру в 2018 году в московском «Арарате».

### Тренерская
В сезоне 2022/23 — в тренерском штабе «Балашихи»: сначала главный тренер, затем — старший.

## Достижения
- Победитель зоны «Центр» Второго дивизиона: 2017/18
- Бронзовый призёр зоны «Запад» Второго дивизиона: 2015/16